# 860-е годы
860-е (восемьсо́т шестидеся́тые) го́ды по юлианскому календарю — промежуток времени с 1 января 860 года по 31 декабря 869 года, включающий 860 год 6-го десятилетия   и с 861 по 869 годы    7-го десятилетия IX века 1-го тысячелетия.  Они закончились 1156 лет назад.

## Важнейшие события
- Поход Руси на Царьград (860)[1][2].
- Основание Рюриком Русского государства (862).
- Крещение Болгарии (864).
- Вторжение Великой языческой армии в Англию (865).
- Свержение власти Арабского халифата в Армении Багратидами.

## Культура
- Македонский ренессанс (867—1056).
- Хазарская, болгарская и моравская миссии Кирилла и Мефодия.

## Значимые люди
- Рюрик
- Николай I, папа римский
- Людовик II, император Священной Римской империи
- Рагнар Лодброк
- Василий I
- Карл II Лысый
- Людовик II Немецкий